# 공영일
공영일(孔英一, 1931년 9월 13일 ~ , 경상남도 통영)은 대한민국의 영문학자이자 교육인이다.

## 인물
경상남도 통영 출신으로 1961년 서울대학교 영어영문학과를 졸업하고 1965년 미국 하와이 대학교 대학원에서 언어학 석사학위, 1981년에는 경희대학교 대학원에서 영문학 박사학위를 받았다. 1965년 ~ 1968년에는 해군사관학교 교수를 역임했고, 1977년부터는 경희대학교에 교수로 재직하면서 교육대학원 교무과장(1977년 ~ 1978년), 사범대학 영어교육과 학과장(1980년 ~ 1983년), 경희대학교 수원캠퍼스 외국어대학장(1983년 ~ 1988년), 경희대학교 서울캠퍼스 부총장(1988년 ~ 1993년) 등을 역임했고, 1993년에는 경희대학교 총장으로 취임하여 1996년까지 역임했다.
경희대학교 총장직에서 퇴임한 이후에는 경희대학교 명예교수로 재직했고 그 외에도 경희대학교 인류사회재건연구소 원장, 경희대학교 의무부총장, 학교법인 경희학원 이사장 등을 역임했다.

## 출신 학교
- 서울대학교 영어영문학과 학사
- 하와이 대학교 대학원 언어학 석사(1965년)
- 경희대학교 대학원 영문학 박사(1981년)

## 주요 경력
- 1965년 ~ 1968년 : 해군사관학교 교수
- 1977년 ~ 1978년 : 경희대학교 교육대학원 교무과장
- 1978년 ~ 1980년 : 미국 일리노이 대학교 연구교수(영어학)
- 1980년 ~ 1983년 : 경희대학교 사범대학 영어교육과 학과장
- 1981년 ~ 1986년 : 경희대학교 사범대학 외국어교육과 재임용
- 1982년 ~ 1983년 : 경희대학교 시청각교육원 원장
- 1983년 ~ 1988년 : 경희대학교 수원캠퍼스 외국어대학장
- 1984년 ~ 1985년 : 경희대학교 수원캠퍼스 외국어대학 러시아어학과 학과장
- 1986년 ~ 1991년 : 경희대학교 사범대학 영어교육과 재임용
- 1988년 ~ 1993년 : 경희대학교 서울캠퍼스 부총장
- 1988년 ~ 1989년 : 경희대학교 서울캠퍼스 국제교류위원회 위원장
- 1989년 ~ 1991년 : 경희대학교 서울캠퍼스 기획위원장
- 1991년 ~ 1996년 : 경희대학교 서울캠퍼스 사범대학 영어교육과 재임용
- 1993년 ~ 1996년 : 경희대학교 총장(제9대)
- 1994년 ~ 1996년 : 경희대학교 기획위원장
- 1997년 ~ 2005년 : 경희대학교 인류사회재건연구소 원장
- 2001년 ~ 2004년 : 밝은사회국제클럽 한국본부 총재
- 2007년 ~ 2010년 : 경희대학교 의무부총장
- 2007년 ~ 2010년 : 서울 의학계열 거버넌스 실무위원회 위원장
- 2007년 ~ 2010년 : 서울 의학계열 거버넌스 추진위원회 위원장
- 2010년 ~ 2011년 : 경희대학교 미래문명원 원장
- 2010년 ~ 2011년 : 경희대학교 평화복지대학원 원장
- 2015년 ~ 2018년 : 학교법인 경희학원 이사장
- 경희대학교 미원조영식박사기념사업회 위원장

## 저서
- 《Teachers Supplementary Manual English 900》(1975년)
- 《A Laboratory Course in College English》(1976년)